# 食品工程

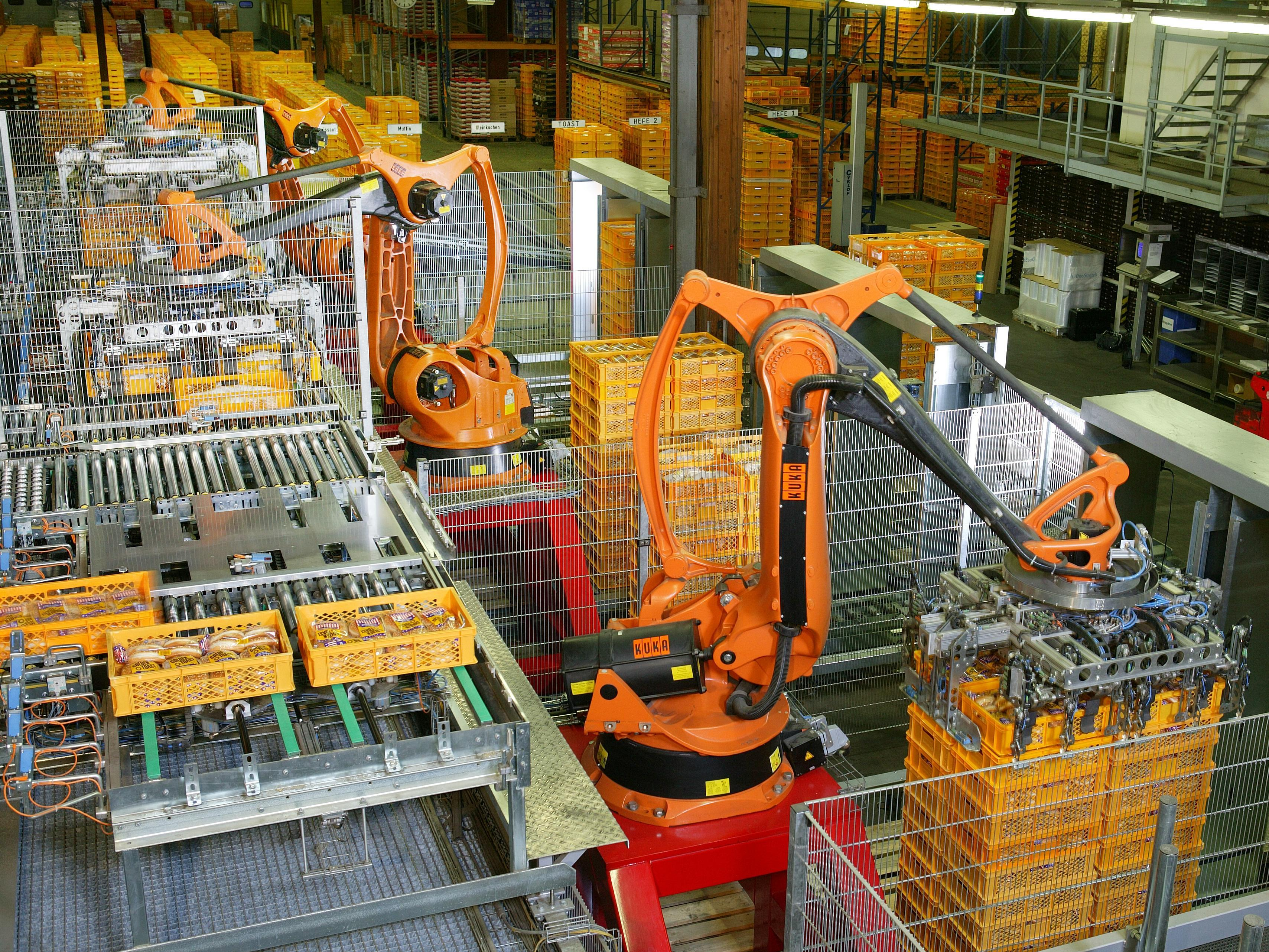
全自動機械人的食品廠

食品工程（Food Engineering）或稱食物工程，是一種結合生物工程、化學工程、機械工程、電機工程、工業工程等學門，還有涉及品質管理、食物保存、包裝、物流、食品安全等，用以生產食品的綜合性工程技術。
食品工程的范围包括经典单元操作在食品加工中的应用，食品中液态或固态食品流動、运输的流體力學、储存方面的研究进展，食品加热、冷却或冷冻的熱力學，食品传质过程，食品工程中的化学和生物化学方面的问题以及动力学分析的应用，脱水、热加工、非热加工、挤出、液态食品的浓缩、膜分离和膜在食品加工中的应用，货架期、电子标签与电子标签库存管理，以及可持续食品加工技术，另外还包括包装、清洗和食品卫生。